# Marcel Karsenty
Pour les articles homonymes, voir Karsenty et Karsenti.
Marcel Weill dit Karsenty, né le 15 juillet 1904 à Oran (Algérie) et mort le 3 mai 1997 à Neuilly-sur-Seine, est un directeur de théâtre et producteur de tournées français.

## Biographie
Fils du grand-rabbin d'Oran Jonas Weill (1869-1930) et de Cécile Karsenty, Marcel Weill rejoint à Paris en 1927 son oncle Raphaël Karsenty (1889-1932), fondateur des tournées qui portent son nom,. À la mort de ce dernier, Marcel Weill prend le nom et la direction de l'entreprise secondé par ses frères Robert et Pierre.
Les Galas Karsenty deviennent un acteur important du rayonnement du théâtre francophone. Ils organisent en 1938-1939 une tournée de la Comédie-Française qui va de Londres à Buenos Aires, passant par les Balkans, l'Afrique du Nord et le Brésil. Pendant la Seconde Guerre mondiale, c'est Louis Jouvet et sa troupe qui parcourent l'Amérique du Sud, présentant  Jean Giraudoux et Paul Claudel à un public encore avide de culture française.
Après guerre, en plus d'auteurs confirmés comme Marcel Achard ou Jean Anouilh, les Galas Karsenty présentent de nouveaux venus comme Harold Pinter, Gabriel Arout et Graham Greene. En 1965, la société fusionne avec les Productions théâtrales Georges Herbert pour donner naissance aux Galas Karsenty-Herbert.
Parallèlement a son activité de tourneur, Marcel Karsenty exerce la fonction d'administrateur adjoint de l'Atelier de Charles Dullin dont il est un des proches. Il dirige ensuite le Théâtre de Paris avec Pierre Dux de 1948 à 1952 et le Théâtre des Ambassadeurs (aujourd'hui Espace Cardin) de 1962 à 1970.
Il est inhumé au cimetière du Père-Lachaise (60e division).

## Distinction
- Chevalier de la Légion d'Honneur (décret du 11 mai 1949 au titre du ministère de l'Éducation nationale)[13].